# Kinolizidin
A kinolizidin nitrogéntartalmú heterociklusos vegyület. Egyes alkaloidok (például a citizin és a spartein) a kinolizidin származékai.

## Kinolizidin alkaloidok
Kinolizidin alkaloidok, például nufarin és hasonló vegyületek a tündérrózsafélékben fordulnak elő.

## Fordítás
Ez a szócikk részben vagy egészben  a   Quinolizidine című angol Wikipédia-szócikk ezen változatának fordításán alapul.  Az eredeti cikk szerkesztőit annak laptörténete sorolja fel. Ez a jelzés csupán a megfogalmazás eredetét és a szerzői jogokat jelzi, nem szolgál a cikkben szereplő információk forrásmegjelöléseként.